# Назаренко, Владимир Александрович
Владимир Александрович Назаренко (22 октября 1945, Ленинград — 22 апреля 2025, Мюнхен) — советский и российский археолог, специалист по Приладожской курганной культуре и погребальным памятникам русского Севера. Кандидат исторических наук (1983).

## Биография
Владимир Назаренко родился 22 октября 1945 года в Ленинграде (ныне Санкт-Петербург). Его отец, Александр Тихонович Назаренко, происходил из украинского города Великоцк, был мобилизован и оказался в блокадном Ленинграде в конце Великой Отечественной войны. Мать, Валентина Ивановна Синицина, шестнадцатилетней девочкой пошла работать медсестрой в блокадном городе и продолжила эту работу в мирное время. Большую часть жизни Владимир прожил на улице Восстания в Ленинграде.
Интерес к археологии появился у Назаренко в старших классах школы. Первую экспедицию он прошёл ещё школьником, работая в Ахштырской палеолитической пещере на Кавказе. Затем последовали раскопки в Новогрудке под руководством Ф. Д. Гуревич, которая ввела его в круг культурной интеллигенции Ленинграда.
В этот же период он поступил на подготовительное отделение исторического факультета Ленинградского государственного университета, где встретился с молодым преподавателем Л. С. Клейном и будущими коллегами — Г. С. Лебедевым, Василием Александровичем Булкиным и Валерием Петровичем Петренко. Под руководством Клейна они изучали «варяжский вопрос» и стали активными участниками «варяжской дискуссии».

### Варяжская дискуссия
«Варяжская дискуссия» 1965 года в Ленинграде стала важным эпизодом в советской историографии, связанным с обсуждением роли варягов (норманнов) в образовании Древнерусского государства. Норманнская теория, поддерживаемая западной историографией и основанная на «Повести временных лет», утверждала, что государство возникло при участии выходцев из Скандинавии. Антинорманнская теория настаивала на местных истоках государственности. Несмотря на политическую «оттепель», официальная позиция поддерживала антинорманнизм, и выступления молодых археологов под руководством Клейна могли повлечь для них профессиональные риски.
Важным итогом работы семинара стала статья 1970 года Л. С. Клейна, Г. С. Лебедева и В. А. Назаренко о «норманнских древностях» на территории Древней Руси. В ней была предложена методика этнической атрибуции археологических находок и система количественного учёта «достоверно варяжских комплексов». Анализ показал, что к IX веку контакты славян с норманнами уже существовали, а к X веку в некоторых регионах, например в Приладожье, они составляли устойчивый компонент населения на торговых путях.

### Исследования Приладожской курганной культуры
С 1970 года, по совету Клейна, Назаренко начал изучать Приладожскую курганную культуру. За более чем 25 полевых сезонов он раскопал несколько десятков курганов. Итогом этой работы стала кандидатская диссертация «Погребальная обрядность Приладожской чуди» (1983) и ряд статей в научных изданиях. Одним из значимых выводов стало предположение, что разделение курганного пространства на «мужскую» и «женскую» половины отражает структуру жилища носителей этой культуры.

### Учителя и коллеги
Большое влияние на Назаренко оказали археологи Г. Ф. Корзухина, Марьяна Владимировна Малевская и Мария Александровна Тиханова. Особенно близким наставником была Карзухина, с которой он участвовал в раскопках в урочище Плакун в Старой Ладоге.

### Последние исследования
В конце своей научной деятельности Назаренко открыл новый для археологии Приладожья тип погребального сооружения — «дома мёртвых» (наземные дерево-земляные постройки, повторяющие жилища живых). Совместно с будущей женой Юлией Анатольевной Назаренко он выдвинул гипотезу, что такие сооружения могли стать прообразом избушки на курьих ножках Бабы Яги.

### Последние годы жизни
Назаренко всю жизнь проработал в славяно-финском секторе Ленинградского отделения Института археологии. В 1990-е годы переехал с семьёй в Мюнхен (Германия). Скончался 22 апреля 2025 года в Мюнхене, за полгода до 80-летнего юбилея. Похоронен на кладбище «Остфрайдхоф» (Ostfriedhof).

## Семья
- Жена — Юлия Анатольевна Назаренко.
- Дети — Иван Владимирович Назаренко, Полина Владимировна Назаренко.

## Публикации
Список опубликованных работ В. А. Назаренко составлен Л. М. Всевиловым.

### 1970-е
- 1970 — Археологическое обследование нижнего течения р. Паши // АО 1969 (1970). С. 18. (в соавт. с Г. С. Лебедевым)
- 1970 — Классификация курганных памятников Южного Приладожья // Статистико-комбинаторные методы в археологии / Под общ. ред. Б. А. Колчина, Я. А. Шера. — М.: Наука. — С. 191–201: ил.
- 1970 — Норманнские древности Киевской Руси на современном этапе археологического изучения // Исторические связи Скандинавии и России IX–XI вв. / Ред. Н. Е. Носов, И. П. Шаскольский. — Л.: Наука. — С. 226–252: ил. (в соавт. с Л. С. Клейном, Г. С. Лебедевым)
- 1970 — О датировке максимума ладожской трансгрессии // История озёр. Труды Всесоюзного симпозиума по основным проблемам пресноводных озёр. Т. 2. Ред. М. В. Кабайлене. — Вильнюс. — С. 332–341. (в соавт. с Д. Д. Квасовым)
- 1971 — О нижней дате Гнёздовского могильника // КСИА. Вып. 125. С. 13–16. (в соавт. с Вас. А. Булкиным)
- 1971 — О работах Волховского отряда // АО 1970 (1971). С. 4.
- 1971 — Разведки в Южном Приладожье // Там же. С. 5. (в соавт. с Г. С. Лебедевым, В. П. Петренко и др.)
- 1972 — Группа славяно-русской археологии ЛОИА в 1969 и 1970 гг. // КСИА. Вып. 129. С. 113–114.
- 1972 — О курганах с ритуальными очагами в Приладожье // Проблемы комплексного изучения Северо-Запада РСФСР / Отв. ред. Р. Ф. Итс. — Л.: Изд-во ЛГУ. — С. 39–40.
- 1972 — О работах Староладожского отряда // АО 1971 (1972). С. 31–32. (в соавт. с Вас. А. Булкиным, Е. Н. Носовым)
- 1972 — Раскопки в Копорье // Там же. С. 43–44. (в соавт. с Вас. А. Булкиным, О. В. Овсянниковым)
- 1972 — Раскопки Новогрудского детинца // Там же. С. 29–31. (в соавт. с Ф. Д. Гуревич, К. М. Плоткиным и др.)
- 1973 — Исследование древнего Копорья // АО 1972 (1973). С. 31–32. (в соавт. с О. В. Овсянниковым, А. А. Песковой и др.)
- 1973 — Разведки и раскопки в Приладожье // Там же. С. 27–28.
- 1973 — Раскопки в г. Каргополе // Там же. С. 29–31. (в соавт. с О. В. Овсянниковым, Вал. А. Булкиным)
- 1973 — The connections between Russians and Scandinavians in the 9th–11th centuries // NAR. № 1. P. 5–9. (в соавт. с Г. С. Лебедевым)
- 1974 — Группа славяно-русской археологии ЛОИА АН СССР в 1971–1972 гг. // КСИА. Вып. 139. С. 131–132.
- 1974 — О находке очелья в Новогрудке // Культура средневековой Руси / Отв. ред. А. Н. Кирпичников, П. А. Раппопорт. — Л.: Наука. — С. 170–172: ил.
- 1974 — О погребальном ритуале Приладожских курганов с очагами // КСИА. Вып. 140. С. 39–45: ил.

### 1980-е
- 1980 — Об уровне социально-экономического развития населения юго-восточного Приладожья IX–X вв. // Finno-ugri et slavi. — Хельсинки. S. 261–275: il. Рез. нем.
- 1980 — Русско-скандинавские связи эпохи образования Киевского государства на современном этапе археологического изучения // КСИА. Вып. 160. С. 24–38. (в соавт. с А. Н. Кирпичниковым, Г. С. Лебедевым и др.)
- 1981 — О традиции и инновации в погребальном комплексе заволочской чуди XI–XIII вв. // Преемственность и инновации в развитии древних культур / Отв. ред. В. М. Массон, В. Н. Боряз. — Л.: Наука. — С. 103–106. (в соавт. с О. В. Овсянниковым)
- 1982 — Норманны и появление курганов в Приладожье // Северная Русь и её соседи в эпоху раннего средневековья / Отв. ред. А. Д. Столяр. — Л.: Изд-во ЛГУ. — С. 142–147: ил.
- 1983 — Погребальная обрядность приладожской чуди: Автореферат канд. дис. / АН СССР. ЛОИА. — Л. — 18 с.
- 1984 — Новый памятник заволочской чуди // Новое в археологии СССР и Финляндии / Под ред. Б. А. Рыбакова. — Л.: Наука. — С. 144–147: ил. Рез. нем., фр. (в соавт. с О. В. Овсянниковым, Е. А. Рябининым)
- 1984 — Средневековые памятники чуди заволочской // СА. № 4. С. 197–216: ил. Рез. англ. (в соавт. с О. В. Овсянниковым, Е. А. Рябининым)
- 1985 — Могильник в урочище Плакун // Средневековая Ладога / Отв. ред. В. В. Седов. — Л.: Наука. — С. 156–169: ил.
- 1987 — Находка «Домика мёртвых» в Приладожье // Задачи советской археологии в свете решений XXVII съезда КПСС: ТД / Отв. ред. В. П. Шилов. — М.: Наука. — С. 181–182.
- 1987 — Раскопки в Старой Ладоге // АО 1985 (1987). С. 14–15. (в соавт. с А. Н. Кирпичниковым)
- 1988 — «Домики мёртвых» в погребальной обрядности чуди: (некоторые аспекты её представления о загробном мире) // Новгород и Новгородская земля: История и археология: ТД НПК / Отв. ред. В. Л. Янин. — Новгород. — С. 38–41. (в соавт. с Ю. А. Назаренко)
- 1988 — О первой находке «домика мёртвых» в Приладожье / Науч. ред. Г. С. Лебедев // Тихвинский сборник. — Тихвин. — С. 75–79.
- 1988 — Раскопки Староладожской экспедиции // АО 1986 (1988). С. 20–21. (в соавт. с А. Н. Кирпичниковым)
- 1989 — Меч с именным клеймом из Юго-Восточного Приладожья // Кочкуркина С. И. Памятники Юго-Восточного Приладожья и Прионежья X–XIII вв. — Петрозаводск: Карелия. — С. 336–338: ил.

### 1990-е
- 1990 — Приладожская чудь // Финны в Европе VI–XV вв. Вып. 2 / Отв. ред. А. Н. Кирпичников, Е. А. Рябинин. — М.: Наука. — С. 82–93.
- 1990 — Чудь заволочская // Там же. С. 93–101. (в соавт. с Е. А. Рябининым, О. В. Овсянниковым)
- 1990 — The “homes of the dead” in the South-Eastern Ladoga region // ISKOS. Vol. 9. P. 137–140.
- 1992 — Археологические открытия в Старой Ладоге: Черты сходства средневековых городов региона Балтики // АВ. № 1. С. 141–151: ил. Рез. англ. (в соавт. с А. Н. Кирпичниковым)
- 1992 — Каменные выкладки Европейского Севера и их истолкование // Древности славян и финно-угров / Ред. А. Н. Кирпичников, Е. А. Рябинин. — СПб.: Наука. — С. 64–74: ил., карт. (в соавт. с А. Н. Кирпичниковым, А. И. Сакса и др.)
- 1992 — Bolighus I det Gamle Laoga // Spor. Arg. 7. № 2. S. 20–21: il. (в соавт. с А. Н. Кирпичниковым)
- 1992 — Paraseller fra vikingtiden I Staraja Ladoga // Там же. S. 16–17: il. (в соавт. с А. Н. Кирпичниковым)
- 1993 — Fortidens Staraja Ladoga // Vikingernes Rusland / Ed. M. Andersen. — Роскилле: Roskilde Museums Forlag. — S. 9–26: il. (в соавт. с А. Н. Кирпичниковым)
- 1994 — Ладога — укреплённое поселение на востоке Балтийского региона в эпоху раннего средневековья // Археологические изыскания. Вып. 14. С. 49–50. (в соавт. с А. Н. Кирпичниковым)
- 1995 — Погребальное сооружение на р. Оять // АО 1994 (1995). С. 37–39. (в соавт. с Е. М. Колпаковым)
- 1996 — Цель археологических раскопок // Курган: Историко-культурное исследование и реконструкции / Отв. ред. Д. Г. Савинов. — СПб.: Изд-во СПбГУ. — С. 3–4. (в соавт. с Е. М. Колпаковым)
- 1996 — Ladoga — an early medieval fortified settlement the Eastern Baltic region: its significance, features and functions // Castella Maris Baltici. Vol. 2 / Ed. M. Jesephson, M. Morgen. — Nyköping: Södermanlands Museum Forlag. — P. 85–91: il. (в соавт. с А. Н. Кирпичниковым)
- 1997 — Деревянные сооружения Старой Ладоги по раскопкам 1984–1991 гг. // Древности Поволховья / Ред. А. Н. Кирпичников, Е. Н. Носов. — СПб.: ООО «АБЕГА». — С. 63–92. (в соавт. с А. Н. Кирпичниковым)
- 1997 — Ладожские «большие дома» и приладожские «дома мёртвых»: (Об одном из возможных решений проблемы) // Современность и археология: Международные чтения, посвящённые 25-летию Староладожской археологической экспедиции / Ред. А. Н. Кирпичников. — СПб.: «Вести». — С. 52–56.
- 1997 — О возможной интерпретации захоронения в кургане № 11 Плакунского могильника // Памятники старины. Концепции, открытия, версии. Т. 2 / Ред. А. Н. Кирпичников. — Псков: Невельская типография. — С. 91–95.
- 1997 — Об одной особенности планировки ладожской застройки VIII–X вв. // Ладога в религиозном сознании / Науч. ред. Д. А. Мачинский. — СПб. — С. 112–114.

### 2000-е
- 2001 — Юго-Восточное Приладожье в свете данных археологии и письменных источников // Очерки исторической географии: Северо-Запад России. Славяне и финны / Под общ. ред. А. С. Герда, Г. С. Лебедева. — СПб.: Изд-во СПбГУ. — С. 232–247: карт. (в соавт. с А. А. Селиным)
- 2004 — Методология археологических раскопок // Археолог, детектив и мыслитель / Отв. ред. Л. Б. Вишняцкий, А. А. Ковалёв, О. А. Щеглова. — СПб: Изд-во СПбГУ. — С. 100–104. (в соавт. с Е. М. Колпаковым)
- 2004 — Новый тип погребальных сооружений приладожской курганной культуры // АВ. № 11. С. 146–201: ил. Рез. англ. (в соавт. с Е. М. Колпаковым)

### 2010-е
- 2017 — Об Аннушке // В камне и бронзе: Сборник в честь Анны Песковой. (Труды ИИМК; Т. 48) / Отв. ред. А. Е. Мусин. — СПб.: Невская книжная типография. — С. 351: портр.
- 2017 — Шахновский триллер: (о раскопках на Вороньей реке в Приладожье) // Там же. — С. 351–360: ил. Рез. англ.

## Список сокращений
- АВ — Археологические вести. Санкт-Петербург
- АН СССР — Академия наук СССР
- ВЛУ — Вестник Ленинградского университета. Ленинград
- ВК — Всесоюзная конференция
- ИИМК — Институт истории материальной культуры РАН. Санкт-Петербург
- КСИА — Краткие сообщения Института археологии РАН. Москва
- ЛГУ — Ленинградский государственный университет
- ЛОИА — Ленинградское отделение Института археологии АН СССР
- НПК — Научно-практическая конференция
- СПбГУ — Санкт-Петербургский государственный университет
- ТД — Тезисы докладов
- ТД Сканд — Тезисы докладов Всесоюзной конференции по изучению скандинавских стран и Финляндии
- NAR — Norwegian Archaeological Review. Осло